# Crime et Temps
Pour plus de détails, voir Fiche technique et Distribution.
Crime et Temps (en russe : Преступление и погода, Prestouplenie i Pogoda) est un film policier russe réalisé par Boris Froumine, sorti en 2006.

## Synopsis
L'action se passe à Akademgorodok près de Petrozavodsk dans le nord de la Russie et se déroule sur deux jours. Un matin, un groupe de jeunes amis fraîchement diplômés de l'école découvrent sous un pont une automobile enfoncée dans l'eau avec un cadavre à l'intérieur. C'est celui d'une de leurs camarades de promotion qui avaient été choisie la veille pour être la reine du bal de promotion. Qui a tué Macha Gloubko - son camarade de classe Viktor qui était amoureux d'elle, le père de ce dernier - l'enseignant Rodion Sergueïevitch, ou bien... ? L'enquête que suit le capitaine de la milice Dronov est rendue de plus en plus difficile, car la petite ville qui se trouve au bord d'un fleuve est menacée d'inondation à cause de conditions météorologiques désastreuses. Les autorités préparent de manière imminente l'évacuation des habitants. C'est alors qu'arrive directement par le dernier vol de Petrozavodsk, la présentatrice d'une émission policière à la télévision. L'émission s'intitule « Crime et Temps ». La jeune femme, Erika, découvre le meurtrier...

## Fiche technique
- Titre original Prestouplénié i pagoda
- Réalisateur et scénariste : Boris Froumine
- Opérateur : Andreï Bakorine
- Compositeur : Viktor Lebedev (ru)
- Direction artistique : Viktor Drozdov
- Son : Rostislav Alimov[2]
- Compagnie : NTV-Kino
- Pays d'origine :  Russie
- Genre : Film policier
- Durée : 95 minutes
- Date de sortie : 
  - Russie : 15 mars 2007[2]

## Distribution
- Evgueni Sidikhine : Rodion, professeur d'éducation physique
- Elena Simonova : Erika, journaliste
- Elena Roufanova (ru) : Nadejda, coiffeuse
- Danila Kozlovski : Viktor
- Alina Chmeleva : les jumelles Tania et Sonia
- Svetlana Boukhtoïarova : Evguenia, fille d'Erika
- Elena Ignatieva : Macha
- Alexandre Tkatchiov : Lev
- Arthur Urkitis : Edik
- Vladimir Kochevoï (ru) : Slavik, styliste
- Sergueï Oumanov : Sergueï
- Valeri Filonov : Dronov, capitaine de milice
- Kirill Datechidze : Levine
- Olga Onichtchenko : Larisa, agent de milice